# Provincie Rijád
Rijád je jedna z provincií Saúdské Arábie. Leží v historickém regionu Nadžd v samotném středu Arabského poloostrova. Jde o druhou nejlidnatější provincii v zemi (po provincii Mekka) a také o druhou největší provincii po Východní provincii. Provincie nese svůj název po Rijádu, který je hlavním městem celé země a nejlidnatějším městem v provincii (žijí v něm téměř dvě třetiny všech obyvatel provincie).
V letech 1963 až 2011 vládl provincii saúdskoarabský princ a pozdější král země Salmán bin Abd al-Azíz. Kromě Rijádu se v provincii nenacházejí žádná další významnější města a provincie nesdílí svou státní hranici s žádným jiným státem; sousedí pouze s dalšími provinciemi Saúdské Arábie. Kvůli své poloze ve středu Arabského poloostrova nemá rovněž přístup k pobřeží. Ještě v roce 1992 v provincii žilo pouze 3,8 milionu obyvatel, v letech 1992 až 2022 se tak populace provincie více než dvojnásobila. Provincie se dále dělí na 21 guvernorátů a 453 marákiz.